# Португальский язык в Мозамбике
Португальский язык в Мозамбике (порт. Português moçambicano) — один из национальных вариантов португальского языка, единственный официальный язык республики Мозамбик (закреплённый конституцией 1990 года), четвёртый по количеству носителей родной язык в стране и основной язык населения столицы страны города Мапуту. Употребляется с конца XV века. Опирается в целом на европейский португальский в письменной норме (до 2008), в лексике и орфоэпии, но заметны и современные бразильские влияния. Согласно последней всенародной переписи населения 2017 года, португальским языком владеет около 58,1 % населения, главным образом как лингва франка, а для 16,5 % он является родным языком. В последнее время, с распространением СМИ и грамотности, обе цифры имеют тенденцию к быстрому росту. Африканские языки Мозамбика также обогащают португальский язык в этой стране новыми словами и выражениями.

## Демолингвистика
Языковая демография. Согласно 1997 переписи:
- 39,6 % общего числа жителей владеет португальским языком
  - В том числе 87,0 % населения столицы Мапуту.
  - В том числе 50,4 % мужчин и 20,7 % женщин.
  - В том числе 72,4 % горожан и 36,6 % сельских жителей.
- 6,5 % жителей сказали, что считают португальский язык родным, из них 3,0 % (489 тыс.) — единственный родным языком.
  - В том числе 25,0 % населения столицы считают его родным.
- 8,8 % мозамбикцев заявили что используют его, как основной язык домашнего обихода и внутрисемейного общения.
  - В том числе 40 % жителей столицы заявили что используют его, как основной язык домашнего обихода и внутрисемейного общения.

## Исторический и социальный контекст
Португальский язык был принесён на территорию Мозамбика в конце XV века португальскими колонизаторами. Несмотря на то, что собственно португальцы никогда не составляли значительной доли населения страны, за исключением столицы Лоуренсу-Маркеша (современный Мапуту), именно он стал официальным языком независимого Мозамбика из-за своей племенной нейтральности и долгой письменной истории. Это был общий язык автохтонных элит самых разных племён, которые получили образование в Португалии. Португальский язык играл важную роль в риторике национально-освободительного движения страны. В современном Мозамбике ни один автохтонный язык не преобладает абсолютно. В первые годы после обретения независимости большая часть португальцев покинула страну. Страна также довольно далека от остальной части Лузосферы. Этим объясняется тот факт, что количество носителей португальского языка в Мозамбике упало и долгое время оставалось на гораздо более низком, чем в Анголе, уровне.

## Современное развитие
Одним из последствий гражданской войны было внутреннее перемещение беженцев с севера на юг и увеличивающаяся урбанизация населения Мозамбика. Эти факторы способствовали росту распространения португальского языка. Особо следует описать языковую ситуацию в городе Мапуту, столице Мозамбика. Согласно данным переписи 2007, уже 55,2 % столичных жителей заявили, что португальский язык является их основным обиходным языком, а 42,9 % назвали его своего родным. За десять лет до этого таких было всего 25 %. Росту португальского способствует и набирающий обороты процесс субурбанизации столицы.